# Oparara karamea
Oparara karamea är en spindelart som beskrevs av Forster och Wilton 1973. Oparara karamea ingår i släktet Oparara och familjen Amphinectidae. Inga underarter finns listade i Catalogue of Life.